# مانی پرز
مانی پرز (انگلیسی: Manny Pérez؛ زادهٔ ۵ مهٔ ۱۹۶۹) یک هنرپیشه اهل جمهوری دومینیکن است.
از فیلم‌ها یا برنامه‌های تلویزیونی که وی در آن نقش داشته است می‌توان به غرور و افتخار، بلا، گلوله، شجاعت در زیر آتش، بازگشت در روز و علی جی اینداهوس اشاره کرد.